# Ночи оборотня
«Ночи оборотня» (исп. Las Noches del Hombre Lobo) — утерянный испанско-французский фильм ужасов, снятый в 1968 году режиссёром Рене Говаром. Фильм является второй частью франшизы фильмов про оборотня Вальдемара Данинского.
Нет никаких фактов, указывающих на то, что фильм когда-либо существовал.

## Сюжет
Фильм рассказывает о профессоре, который узнаёт что его студент страдает ликантропией и под видом помощи использует его как орудие мести, управляя им с помощью звуковых волн.

## В ролях
- Пол Нэши — Вальдемар Данинский
- Питер Бомон — Безумный учёный; Доктор Вольфенштейн
- Моника Брейнвиль
- Беба Новак
- Хелене Вателле

## Съёмочная группа
- Режиссёр: Рене Говар
- Сценаристы: К. Беллард, Рене Говар, Хасинто Молина
- Продюсер: Энрике Молина
- Консультант: Хуан Фава

## История
Об этом фильме стало известно в 1994 году, когда Пол Нэши упомянул его в интервью Майклу Секула в журнале «Videooze». Фильм был снят в Париже за пять дней. С его слов, из-за юридических проблем, возникших после смерти Рене Говара, фильм был конфискован.
В следующем выпуске журнала «Videooze» Нэши заявил, что был во Французской синематеке и не знает о сохранности полной копии фильма. Есть предположение, что Пол Нэши мог выдумать фильм чтобы улучшить своё резюме.

## Факты
- Вероятно, фильм превратился в фильм «Ярость оборотня» 1972 года, поскольку оба сюжета очень похожи.
- В документальном фильме «Человек, который видел как плачет Франкенштейн», посвящённом Полу Нэши, был показан предполагаемый кадр фильма.